# Leif Ludwig Albertsen
Leif Ludwig Albertsen (28. ledna 1936 Odense – 30. července 2016) byl dánský filolog a profesor německé literatury na univerzitě v Aarhusu.
Pocházel z dánsko-rakouské rodiny. Po studiu působil na Institutu německé filologie a poté byl 30 let profesorem na univerzitě v Aarhusu. Roku 2002 odešel do důchodu.

## Dílo
- Veroperung: zu vertonten Texten von Goethe und anderen
- Mörikes Metra
- Reisen in das Uninteressante (Dänemark)
- Neuere Deutsche Metrik
- Schillerklubben
- Holgerfejden: Baggeseniana
- Das Lehrgedicht